# 小栗村 (茨城県)
小栗村（おぐりむら）は茨城県真壁郡にかつて存在した村である。

## 地理
- 現在の筑西市の北東部、旧協和町の北部に位置する。
- 村域は台地と平地が入り組む谷戸が多い地形になっている。
- 村は小貝川の東岸に位置する。

## 歴史
小栗判官の伝承で知られる常陸小栗氏の根拠地で、小栗城跡がある。

### 村域の変遷
- 1889年（明治22年）4月1日 - 町村制施行により、旧来の小栗村・蓬田村が合併し真壁郡小栗村が発足。
- 1954年（昭和29年）12月1日 - 新治村・古里村と合併し協和村が発足。同日小栗村廃止。

変遷表
| 1868年 以前 | 1868年 以前  | 明治22年 4月1日 | 昭和29年 12月1日 | 昭和39年 12月1日 | 昭和55年 | 平成17年 | 平成17年 | 現在   |
| 1868年 以前 | 1868年 以前  | 明治22年 4月1日 | 昭和29年 12月1日 | 昭和39年 12月1日 | 昭和55年 | 3月28日  | 10月1日  | 現在   |
| ----------- | ------------ | --------------- | ---------------- | ---------------- | -------- | -------- | -------- | ------ |
|             | 小栗村       | 小栗村          | 協和村           | 町制             | 協和町   | 筑西市   | 筑西市   | 筑西市 |
|             | 小栗村       | 小栗村          | 協和村           | 町制             | 協和町   | 筑西市   | 筑西市   | 筑西市 |
|             | 蓬田村       | 小栗村          | 協和村           | 町制             | 協和町   | 筑西市   | 筑西市   | 筑西市 |
|             | 岩瀬町に編入 | 小栗村          | 協和村           | 町制             | 岩瀬町   | 桜川市   | 桜川市   |        |

## 大字
- 小栗（おぐり）
- 蓬田（よもぎた）

## 人口・世帯

### 人口
総数 [単位： 人]
| 1891年（明治24年） | 1,998 |
| 1920年（大正 9年） | 3,000 |
| 1935年（昭和10年） | 3,244 |
| 1938年（昭和13年） | 4,073 |
| 1950年（昭和25年） | 4,207 |

### 世帯
総数 [単位： 世帯]
| 1920年（大正 9年） | 570 |
| 1935年（昭和10年） | 586 |
| 1938年（昭和13年） | 460 |
| 1950年（昭和25年） | 718 |